# Stanisław Głuszek
Stanisław Zbigniew Głuszek (ur. 17 lutego 1954 w Bodzentynie) – polski lekarz, chirurg, profesor nauk medycznych, profesor Uniwersytetu Jana Kochanowskiego w Kielcach i jego rektor w kadencji 2020–2024.

## Życiorys
Absolwent Technikum Rolniczego w Podzamczu Chęcińskim (1972). W 1978 ukończył studia lekarskie na Akademii Medycznej w Łodzi. Doktoryzował się w 1981 na uczelni macierzystej. Stopień naukowy doktora habilitowanego uzyskał w 1997 na Akademii Medycznej w Białymstoku w oparciu o pracę pt. Wpływ wagotomii na morfologię i czynność trzustki w badaniach doświadczalnych. Tytuł profesora nauk medycznych otrzymał w 2003.
Uzyskał specjalizacje w zakresie chirurgii ogólnej (1980 i 1984) oraz chirurgii onkologicznej (1986). W latach 1988–2000 był ordynatorem Oddziału Chirurgii Ogólnej Szpitala MSWiA w Kielcach. W latach 2001–2005 był ordynatorem Klinicznego Oddziału Chirurgii Ogólnej, Onkologicznej i Urazowej Szpitala Miejskiego w Kielcach. W 2005 został ordynatorem, a później kierownikiem Kliniki Chirurgii Ogólnej, Onkologicznej i Endokrynologicznej Wojewódzkiego Szpitala Zespolonego w Kielcach.
W 2001 podjął pracę na stanowisku profesora nadzwyczajnego w Instytucie Kształcenia Medycznego Akademii Świętokrzyskiej, przekształconej później w Uniwersytet Jana Kochanowskiego w Kielcach. W 2004 objął stanowisko profesora zwyczajnego, a po zmianach prawnych – stanowisko profesora. W latach 2001–2019 kierował Zakładem Pielęgniarstwa Klinicznego i Społecznego oraz Zakładem Chirurgii i Pielęgniarstwa Chirurgicznego. W latach 2006–2007 pełnił funkcję dyrektora Instytutu Pielęgniarstwa i Położnictwa. W maju 2007 został wybrany na dziekana Wydziału Nauk o Zdrowiu. Stanowisko to zajmował również w kadencjach 2008–2012 oraz 2012–2016, podczas której jednostkę przekształcono w Wydział Lekarski i Nauk o Zdrowiu oraz uruchomiono jednolite studia magisterskie na kierunku lekarskim. W kadencji 2016–2020 był prorektorem UJK do spraw medycznych. W czerwcu 2020 został wybrany na rektora Uniwersytetu Jana Kochanowskiego w Kielcach w kadencji 2020–2024 (w drugiej turze głosowania pokonał profesora Michała Arabskiego). W 2024 zakończył pracę na UJK.
Odbył kursy zagraniczne, m.in. z zakresu chirurgii onkologicznej w Instytucie Onkologii w Amsterdamie i z zakresu chirurgii laparoskopowej w Europejskim Instytucie Telechirurgii w Strasburgu (1995, 1996 i 1999). W 2000 uczestniczył w XII Podyplomowym Kursie Chirurgii Trzustki, który odbył się w Ulm. W 1999 odbył staż w St. Luke's-Roosevelt Hospital Center w Nowym Jorku, a w 2015 w Cleveland Clinic.
Autor lub współautor ok. 400 publikacji naukowych, redaktor naczelny czasopisma „Studia Medyczne”. W 1988 otrzymał I nagrodę na Międzynarodowym Kongresie Chirurgów w Mediolanie za pracę naukową pt. Experimental studies on hormonal changes following various types of vagotomy, a w 2000 pierwszą nagrodę Polskiego Towarzystwa Żywienia Poza i Dojelitowego za pracę o znaczeniu żywienia w raku żołądka i wpustu. W 2001 otrzymał medal Gloria Medicinae. Uhonorowany Nagrodą Miasta Kielce za 2016.
W 2004, za zasługi w pracy zawodowej na rzecz ochrony zdrowia, został odznaczony Złotym Krzyżem Zasługi.